# Verdi (Californie)
Pour les articles homonymes, voir Verdi (homonymie).
Verdi est une census-designated place du comté de Sierra, dans l'État de Californie, aux États-Unis,. En 2020, elle compte une population de 179 habitants.